# Sportgemeinschaft 09 Wattenscheid 1974-1975
Questa voce raccoglie le informazioni riguardanti la Sportgemeinschaft 09 Wattenscheid nelle competizioni ufficiali della stagione 1974-1975.

## Stagione
Nella stagione 1974-1975 il Wattenscheid, allenato da Karlheinz Feldkamp, concluse il campionato di 2. Bundesliga al 7º posto. In Coppa di Germania il Wattenscheid fu eliminato al primo turno dal Schwarz-Weiß Essen.

## Rosa
| N. |                      | Ruolo | Calciatore       |
| -- | -------------------- | ----- | ---------------- |
|    | Germania (bandiera)  | P     | Manfred Behrendt |
|    | Germania (bandiera)  | P     | Jupp Koitka      |
|    | Germania (bandiera)  | D     | Bernd Gräwe      |
|    | Germania (bandiera)  | D     | Reinhold Klee    |
|    | Germania (bandiera)  | D     | Rudi Klimke      |
|    | Germania (bandiera)  | D     | Werner Kontny    |
|    | Germania (bandiera)  | D     | Helmut Zyla      |
|    | Argentina (bandiera) | C     | Carlos Babington |
|    | Germania (bandiera)  | C     | Norbert Grede    |
|    | Germania (bandiera)  | C     | Heinrich Hippler |

| N. |                     | Ruolo | Calciatore        |
| -- | ------------------- | ----- | ----------------- |
|    | Germania (bandiera) | C     | Heinz Jebram      |
|    | Germania (bandiera) | C     | Lothar Kobluhn    |
|    | Germania (bandiera) | C     | Udo Lasch         |
|    | Germania (bandiera) | C     | Dieter Richard    |
|    | Germania (bandiera) | A     | Ewald Hammes      |
|    | Germania (bandiera) | A     | Helmut Horsch     |
|    | Germania (bandiera) | A     | Jürgen Jendrossek |
|    | Germania (bandiera) | A     | Detlef Rosellen   |
|    | Germania (bandiera) | A     | Wolfgang Schmitt  |
|    | Germania (bandiera) | A     | Peter Wloka       |

## Organigramma societario
Area tecnica
- Allenatore: Karlheinz Feldkamp
- Allenatore in seconda:
- Preparatore dei portieri:
- Preparatori atletici:

## Calciomercato

### Sessione estiva
| Acquisti | Acquisti         | Acquisti          | Acquisti |
| R.       | Nome             | da                | Modalità |
| -------- | ---------------- | ----------------- | -------- |
| C        | Carlos Babington | Huracán           |          |
| C        | Lothar Kobluhn   | RW Oberhausen     |          |
| A        | Peter Wloka      | Arminia Bielefeld |          |

| Cessioni | Cessioni      | Cessioni   | Cessioni |
| R.       | Nome          | a          | Modalità |
| -------- | ------------- | ---------- | -------- |
| C        | Hans Bongartz | Schalke 04 |          |
| A        | Heinz Rudloff | Gütersloh  |          |

### Sessione invernale
| Acquisti | Acquisti | Acquisti | Acquisti |
| R.       | Nome     | da       | Modalità |
| -------- | -------- | -------- | -------- |

| Cessioni | Cessioni | Cessioni | Cessioni |
| R.       | Nome     | a        | Modalità |
| -------- | -------- | -------- | -------- |

## Risultati

### 2. Bundesliga

#### Girone di andata
| Arbitro: | Kaiser |

|                   |           |                            |
| Höfert 34’ (rig.) | Marcatori | 26’, 79’ Horsch 75’ Hammes |

| Arbitro: | Ahlenfelder |

|                               |           |                   |
| Klimke 26’ (rig.), 44’ (rig.) | Marcatori | 13’, 69’ Gummlich |

| Arbitro: | Gabor |

|                               |           |  |
| Trimhold 24’ (rig.) Lipka 80’ | Marcatori |  |

| Arbitro: | Kohnen |

|                                    |           |               |
| Rosellen 16’ Hammes 40’ Horsch 53’ | Marcatori | 57’, 73’ Bals |

| Arbitro: | Halfter |

|          |           |  |
| Hahn 85’ | Marcatori |  |

| Arbitro: | Jensen |

|                        |           |          |
| Rosellen 57’ Lasch 81’ | Marcatori | 43’ John |

| Arbitro: | Hanschke |

|           |           |            |
| Graul 49’ | Marcatori | 21’ Horsch |

| Arbitro: | Küster |

|             |           |                                     |
| Kobluhn 61’ | Marcatori | 35’ Lex 38’ Kasperski 57’ Stegmayer |

| Arbitro: | Zuchantke |

|                           |           |  |
| Bauerkämper 65’ Thier 84’ | Marcatori |  |

| Arbitro: | Wuttke |

|                               |           |  |
| Jendrossek 38’, 55’, 70’, 85’ | Marcatori |  |

| Aquisgrana 11 ottobre 1974, ore 15:00 CET 11ª giornata | Alemannia Aquisgrana | 0 – 0 referto | Wattenscheid 09 | Stadio Tivoli (7 000 spett.)\| Arbitro: \| Neufeld \| |
| Arbitro:                                               | Neufeld              |               |                 |                                                       |

| Arbitro: | Rieb |

|                         |           |  |
| Hammes 47’ Rosellen 85’ | Marcatori |  |

| Arbitro: | Küster |

|                        |           |                            |
| Krause 2’ Wilbertz 53’ | Marcatori | 15’ Jendrossek 30’ Kobluhn |

| Arbitro: | Bartnick |

|                                                        |           |  |
| Babington 50’ Hammes 65’ Richard 84’ Klimke 87’ (rig.) | Marcatori |  |

| Arbitro: | Kaiser |

|                |           |               |
| Schock 7’, 50’ | Marcatori | 70’ Babington |

| Arbitro: | Stäglich |

|                                             |           |                        |
| Babington 8’ (rig.) Hammes 56’ Rosellen 67’ | Marcatori | 55’ Krause 85’ Borutta |

| Arbitro: | Siepe |

|                         |           |                           |
| Anders 30’ Tenbrink 52’ | Marcatori | 50’ Hammes 87’ Jendrossek |

| Arbitro: | Zuchantke |

|                       |           |                     |
| Schonert 10’ Wolf 74’ | Marcatori | 85’ (aut.) Krawczyk |

| Arbitro: | Milkert |

|             |           |                                   |
| Kobluhn 27’ | Marcatori | 75’ Gärtner 78’ Rudloff 82’ Klein |

#### Girone di ritorno
| Arbitro: | Raabe |

|                                |           |            |
| Wloka 40’ Babington 63’ (rig.) | Marcatori | 73’ Wenzel |

| Arbitro: | Roth |

|                                       |           |                                                   |
| Struckmann 5’ Gummlich 23’ Schaar 58’ | Marcatori | 29’ Jendrossek 42’ Hammes 82’ Babington 88’ Wloka |

| Arbitro: | Rieb |

|                                             |           |  |
| Babington 26’ (rig.), 33’ (rig.) Horsch 28’ | Marcatori |  |

| Arbitro: | Wippker |

|            |           |                |
| Mertes 85’ | Marcatori | 79’ Jendrossek |

| Arbitro: | Eschweiler |

|                 |           |  |
| Horsch 15’, 79’ | Marcatori |  |

| Arbitro: | Oltmann |

|                                              |           |                                     |
| Liedtke 51’ Hippler 55’ (aut.) Lunenburg 78’ | Marcatori | 10’ Hammes 35’ Rosellen 85’ Kobluhn |

| Arbitro: | Ahlenfelder |

|                                                             |           |  |
| Rosellen 52’ Jendrossek 58’ Horsch 60’ Babington 64’ (rig.) | Marcatori |  |

| Arbitro: | Glasneck |

|                                  |           |                |
| Kasperski 27’, 45’, 48’ Dahl 77’ | Marcatori | 17’ Jendrossek |

| Bochum 19 aprile 1975, ore 15:00 CET 28ª giornata | Wattenscheid 09 | 0 – 0 referto | Fortuna Colonia | Lohrheidestadion (6 000 spett.)\| Arbitro: \| Gabriel \| |
| Arbitro:                                          | Gabriel         |               |                 |                                                          |

| Arbitro: | Barnick |

|  |           |                       |
|  | Marcatori | 69’ Horsch 89’ Hammes |

| Arbitro: | Burgers |

|                |           |  |
| Jendrossek 75’ | Marcatori |  |

| Arbitro: | Wichmann |

|                               |           |                               |
| Wolf 27’ Huber 53’ Segler 62’ | Marcatori | 38’, 55’ Hammes 77’ Babington |

| Arbitro: | Kindervater |

|                                       |           |  |
| Babington 41’ (rig.), 45’ (rig.), 70’ | Marcatori |  |

| Arbitro: | Burgers |

|                                                        |           |                |
| Deterding 46’ Fuchs 55’ (rig.) Blau 61’ Milasincic 80’ | Marcatori | 23’ Jendrossek |

| Arbitro: | Brückner |

|                                    |           |             |
| Hammes 5’, 89’ Jendrossek 63’, 79’ | Marcatori | 19’ Andexer |

| Arbitro: | Glasneck |

|                                  |           |                                 |
| Wallek 1’ Schäfer 49’ Krause 60’ | Marcatori | 42’ Hammes 89’ (rig.) Babington |

| Arbitro: | Eggers |

|                |           |               |
| Jendrossek 76’ | Marcatori | 88’ Friedrich |

| Arbitro: | Porta |

|                           |           |            |
| Jendrossek 3’ Richard 31’ | Marcatori | 29’ Webers |

| Arbitro: | Lüling |

|  |           |            |
|  | Marcatori | 75’ Hammes |

### Coppa di Germania
| Arbitro: | Messmer |

|                                                |           |  |
| Fritsche 34’ Zimmer 38’ Berlau-Kirschstein 78’ | Marcatori |  |

## Statistiche

### Statistiche di squadra
| Competizione      | Punti | In casa | In casa | In casa | In casa | In casa | In casa | In trasferta | In trasferta | In trasferta | In trasferta | In trasferta | In trasferta | Totale | Totale | Totale | Totale | Totale | Totale | DR  |
| Competizione      | Punti | G       | V       | N       | P       | Gf      | Gs      | G            | V            | N            | P            | Gf           | Gs           | G      | V      | N      | P      | Gf     | Gs     | DR  |
| ----------------- | ----- | ------- | ------- | ------- | ------- | ------- | ------- | ------------ | ------------ | ------------ | ------------ | ------------ | ------------ | ------ | ------ | ------ | ------ | ------ | ------ | --- |
| 2. Bundesliga     | 46    | 19      | 14      | 3       | 2       | 44      | 17      | 19           | 4            | 7            | 8            | 28           | 36           | 38     | 18     | 10     | 10     | 72     | 53     | +19 |
| Coppa di Germania | -     | 0       | 0       | 0       | 0       | 0       | 0       | 1            | 0            | 0            | 1            | 0            | 3            | 1      | 0      | 0      | 1      | 0      | 3      | -3  |
| Totale            | 46    | 19      | 14      | 3       | 2       | 44      | 17      | 20           | 4            | 7            | 9            | 28           | 39           | 39     | 18     | 10     | 11     | 72     | 56     | +16 |

### Andamento in campionato
| Giornata  | 1 | 2 | 3  | 4 | 5  | 6 | 7 | 8 | 9  | 10 | 11 | 12 | 13 | 14 | 15 | 16 | 17 | 18 | 19 | 20 | 21 | 22 | 23 | 24 | 25 | 26 | 27 | 28 | 29 | 30 | 31 | 32 | 33 | 34 | 35 | 36 | 37 | 38 |
| --------- | - | - | -- | - | -- | - | - | - | -- | -- | -- | -- | -- | -- | -- | -- | -- | -- | -- | -- | -- | -- | -- | -- | -- | -- | -- | -- | -- | -- | -- | -- | -- | -- | -- | -- | -- | -- |
| Luogo     | T | C | T  | C | T  | C | T | C | T  | C  | T  | C  | T  | C  | T  | C  | T  | T  | C  | C  | T  | C  | T  | C  | T  | C  | T  | C  | T  | C  | T  | C  | T  | C  | T  | C  | C  | T  |
| Risultato | V | N | P  | V | P  | V | N | P | P  | V  | N  | V  | N  | V  | P  | V  | N  | P  | P  | V  | V  | V  | N  | V  | N  | V  | P  | N  | V  | V  | N  | V  | P  | V  | P  | N  | V  | V  |
| Posizione | 4 | 3 | 11 | 5 | 10 | 7 | 7 | 9 | 11 | 8  | 8  | 8  | 8  | 7  | 8  | 6  | 6  | 7  | 8  | 8  | 7  | 6  | 6  | 6  | 6  | 6  | 6  | 6  | 6  | 6  | 7  | 7  | 7  | 7  | 7  | 7  | 7  | 7  |

Legenda:

Luogo: C = Casa; T = Trasferta. Risultato: V = Vittoria; N = Pareggio; P = Sconfitta.

### Statistiche dei giocatori
| Giocatore     | 2. Bundesliga | 2. Bundesliga | 2. Bundesliga | 2. Bundesliga | Coppa di Germania | Coppa di Germania | Coppa di Germania | Coppa di Germania | Totale   | Totale | Totale      | Totale     |
| Giocatore     | Presenze      | Reti          | Ammonizioni   | Espulsioni    | Presenze          | Reti              | Ammonizioni       | Espulsioni        | Presenze | Reti   | Ammonizioni | Espulsioni |
| ------------- | ------------- | ------------- | ------------- | ------------- | ----------------- | ----------------- | ----------------- | ----------------- | -------- | ------ | ----------- | ---------- |
| C. Babington  | 22            | 13            | 2             | 0             | 0                 | 0                 | 0                 | 0                 | 22       | 13     | 2           | 0          |
| M. Behrendt   | 30            | 0             | 0             | 0             | 0                 | 0                 | 0                 | 0                 | 30       | 0      | 0           | 0          |
| N. Grede      | 7             | 0             | 0             | 0             | 0                 | 0                 | 0                 | 0                 | 7        | 0      | 0           | 0          |
| B. Gräwe      | 33            | 0             | 3             | 0             | 1                 | 0                 | 0                 | 0                 | 34       | 0      | 3           | 0          |
| E. Hammes     | 37            | 15            | 6             | 0             | 1                 | 0                 | 0                 | 0                 | 38       | 15     | 6           | 0          |
| H. Hippler    | 18            | 0             | 0             | 0             | 1                 | 0                 | 0                 | 0                 | 19       | 0      | 0           | 0          |
| H. Horsch     | 33            | 9             | 2             | 1             | 1                 | 0                 | 0                 | 0                 | 34       | 9      | 2           | 1          |
| H. Jebram     | 20            | 0             | 2             | 0             | 0                 | 0                 | 0                 | 0                 | 20       | 0      | 2           | 0          |
| J. Jendrossek | 38            | 16            | 1             | 0             | 0                 | 0                 | 0                 | 0                 | 38       | 16     | 1           | 0          |
| R. Klee       | 38            | 0             | 4             | 0             | 1                 | 0                 | 0                 | 0                 | 39       | 0      | 4           | 0          |
| R. Klimke     | 38            | 3             | 1             | 0             | 1                 | 0                 | 0                 | 0                 | 39       | 3      | 1           | 0          |
| L. Kobluhn    | 26            | 4             | 4             | 0             | 0                 | 0                 | 0                 | 0                 | 26       | 4      | 4           | 0          |
| J. Koitka     | 9             | 0             | 0             | 0             | 1                 | 0                 | 0                 | 0                 | 10       | 0      | 0           | 0          |
| W. Kontny     | 22            | 0             | 1             | 0             | 1                 | 0                 | 0                 | 0                 | 23       | 0      | 1           | 0          |
| U. Lasch      | 15            | 1             | 1             | 0             | 0                 | 0                 | 0                 | 0                 | 15       | 1      | 1           | 0          |
| D. Richard    | 13            | 2             | 1             | 0             | 1                 | 0                 | 0                 | 0                 | 14       | 2      | 1           | 0          |
| D. Rosellen   | 24            | 6             | 0             | 0             | 1                 | 0                 | 0                 | 0                 | 25       | 6      | 0           | 0          |
| W. Schmitt    | 0             | 0             | 0             | 0             | 0                 | 0                 | 0                 | 0                 | 0        | 0      | 0           | 0          |
| P. Wloka      | 22            | 2             | 0             | 0             | 1                 | 0                 | 0                 | 0                 | 23       | 2      | 0           | 0          |
| H. Zyla       | 18            | 0             | 0             | 0             | 1                 | 0                 | 0                 | 0                 | 19       | 0      | 0           | 0          |